# František Šolc
František Šolc (25. června 1920 Přerov – 11. března 1996) byl český hráč na lesní roh a učitel hry na něj.

## Život
Narodil se v Přerově 25. června 1920. Vyrůstal v hudebním prostředí, jeho otec byl kapelník místního městského orchestru. V roce 1935 se Šolc zapsal dobrovolně do vojenské hudební školy v Praze. V roce 1939 byl přijat na brněnskou konzervatoř jako hráč na roh v třídě profesora Kohouta. Byl sólovým hráčem na lesní roh krajského symfonického orchestru. Během tohoto období se stal zakládajícím členem Moravského dechového kvinteta. V roce 1951 vystudoval hru na lesní roh na Hudební fakultě Janáčkovy akademie múzických umění (JAMU) v Brně. Až do roku 1964 pracoval jako lektor lesního rohu na brněnské konzervatoři a v roce 1964 se stal docentem na JAMU.
Jeho někdejší studenti vyhráli mnoho prvních cen na národních a mezinárodních soutěžích a vynikali ve hraní v nejlepších českých orchestrech. Šolc byl známý pro své učitelské schopnosti, několik let byl ředitelem Mezinárodního interpretačního festivalu české hudby, jehož se účastnili hráči na lesní roh z celého světa. Kromě svého působení na JAMU příležitostně učil také na Akademii múzických umění v Praze a Vysoké škole múzických umění v Bratislavě. Pravidelně zasedal v porotě národních i mezinárodních soutěži lesních rohů. Po smrti profesora Františka Kudláčka byl Šolc od 27. srpna 1972 do 1. září 1973 zastupujícím rektorem JAMU. Od 1. září 1976 do 31. srpna 1987 byl rektorem JAMU.